# Wilhelm Bruchnalski
Wilhelm Adolf Bruchnalski (ur. 21 maja 1859 we Lwowie, zm. 6 grudnia 1938 tamże) – polski historyk literatury, profesor Uniwersytetu Jana Kazimierza we Lwowie, członek Towarzystwa Historycznego we Lwowie.

## Życiorys
Był synem rzemieślnika Antoniego Fabiana oraz Anny z Birtusów. Uczył się w C. K. Gimnazjum im. Franciszka Józefa we Lwowie, gdzie w 1878 zdał chlubnie egzamin dojrzałości (w jego klasie był m.in. Włodzimierz Łuczkiewicz). Następnie studiował prawo (1878–1882) i historię literatury (1882–1885) na Uniwersytecie Lwowskim (wśród jego wykładowców był Roman Pilat). W 1885 obronił na Uniwersytecie Lwowskim doktorat na podstawie pracy Ślady wpływu literatury obcej na polską w XV i na początku XVI wieku. Po studiach podjął pracę nauczyciela języka polskiego w lwowskim Gimnazjum im. Franciszka Józefa (1885–1887), następnie pracował jako skryptor w Zakładzie Narodowym im. Ossolińskich pod kierunkiem Wojciecha Kętrzyńskiego. W 1900 został docentem w Katedrze Historii Literatury Polskiej Uniwersytetu Lwowskiego; od 1904 był profesorem nadzwyczajnym, od 1907 profesorem zwyczajnym. W latach 1907–1931 kierował II Katedrą Historii Literatury Polskiej, a pomiędzy 1912 a 1917 pełnił funkcję dziekana Wydziału Filozoficznego. Prowadził również wykłady z historii literatury na kursach uniwersyteckich dla kobiet oraz otwartych kursach.
Zajmował się literaturą polską późnego średniowiecza, Odrodzenia, oświecenia i romantyzmu, a także epistolografią oraz kulturą XIX-wiecznej Galicji. Wykazał m.in. związki polskiego humanizmu z Jakubem de Voragine i św. Tomaszem z Akwinu. Badał strofikę i rytmikę średniowieczną, sformułował hipotezę, że Bogurodzica była pierwotnie fragmentem wielozwrotkowej litanii do Wszystkich Świętych i powstała w krakowskim klasztorze franciszkańskim. Badał twórczość m.in. Reja (zwracając uwagę na jego rolę jako moralizatora), Kochanowskiego, Marcina Błażowskiego, Orzechowskiego, Krasińskiego, Fredry, Lenartowicza, Sienkiewicza. W 1922 wydał Myszeidę Krasickiego. Zajmował się również twórczością Mickiewicza; wraz z Romanem Pilatem rozpoczął edycję Dzieł wszystkich, przygotowując tom II (obejmujący poezje z lat 1824–1855) i III (Grażyna). Przygotował objaśnienia do wydania Pana Tadeusza z 1888 (przez „Macierz Polską”), analizował wpływ Homera, Wergiliusza i Torquato Tasso na ten utwór. Zajmował się strukturą misteryjną Dziadów. Stworzył podstawy naukowe badań dziejów polskiego czasopiśmiennictwa.
Wśród jego uczniów byli Stanisław Adamczewski, Karol Badecki, Wacław Borowy, Juliusz Kleiner, Stanisław Kot, Józef Stachowicz. W 1905 został członkiem korespondentem AU, w 1923 – członkiem czynnym PAU. Był również członkiem czynnym (1919) i zwyczajnym (1929) Towarzystwa Naukowego Warszawskiego. Pełnił funkcję prezesa Towarzystwa Literackiego im. Adama Mickiewicza (1900–1905, 1918–1934), wiceprezesa (1908–1917) i prezesa (1917–1926) Towarzystwa Ludoznawczego we Lwowie, przewodniczącego Towarzystwa Teatrów i Chórów Włościańskich (1909). Kierował Wydziałem I Towarzystwa Naukowego we Lwowie (był członkiem towarzystwa od 1920), należał do Zarządu „Macierzy Polskiej” oraz Polskiego Towarzystwa Historycznego. W 1907 był w gronie założycieli pisma „Lud”, redagował „Pamiętnik Literacki” (1902–1905, 1934–1938).
Cieszył się uznaniem jako najwybitniejszy znawca Mickiewicza w Polsce międzywojennej. Uniwersytet Stefana Batorego w Wilnie nadał mu doktorat honoris causa (1929). W 1926 na jego cześć ukazała się księga pamiątkowa na 40-lecie pracy naukowej i 25-lecie pracy nauczycielskiej. Był znany z demonstracyjnego okazywania niechęci i antypatii, m.in. wobec twórczości Josepha Conrada.
Zmarł 6 grudnia 1938 we Lwowie. Został pochowany na Cmentarzu Łyczakowskim.
Jego żoną była Maria Bruchnalska badaczka historii kobiet w Polsce. Mieli synów Romana (1890–1899) i Gustawa Tadeusza (1894–1940) legionistę, mjr WP i znanego lwowskiego dentystę, zamordowanego przez Rosjan. 29 lutego 1940 został przez Rosjan aresztowany jako b działacz organizacji podziemnej, a następnie przez nich torturowany i zamordowany.

## Publikacje
Był encyklopedystą oraz edytorem Encyklopedii zbiór wiadomości z wszystkich gałęzi wiedzy – polskiej encyklopedii wydanej w latach 1898–1907 przez społeczną organizację edukacyjną Macierz Polska, która działała w Galicji w okresie zaboru austriackiego. Opisał w niej literaturę powszechną oraz polską gramatykę i stylistykę .
- O źródłach niektórych utworów poetycznych polskich XV i XVI wieku[10] (1884)
- O rymie w poezji polskiej do J. Kochanowskiego (1885)
- Źródła historyczne „Konrada Wallenroda”[11] (1889)
- Pierwsze utwory Mickiewicza naśladowane w literaturze galicyjskiej 1822–1830[12] (1894)
- „Sonety” Mickiewicza w literaturze galicyjskiej w latach 1827–1828[13] (1898)
- Znaczenie pieśni „Bogarodzica” w hymnologii polskiej (1905)
- Mickiewicz w literaturze galicyjskiej 1829–1855 (1906)
- Mickiewicz-Niemcewicz. Studyum historyczno-literackie[14] (1907)
- Rozwój twórczości pisarskiej Mikołaja Reja[15] (1907)
- Stulecie „Gazety Lwowskiej” (1911)
- Wizya Krasińskiego[16] (1913)
- Epistolografia jako źródło literatury renesansowej w Polsce (1916)
- Z dziejów panegiryku w Polsce[17] (1917)
- Polska poezja średniowieczna (1918)

## Ordery i odznaczenia
- Krzyż Komandorski Orderu Odrodzenia Polski (27 listopada 1929)[18][19][20]
- Złoty Wawrzyn Akademicki (5 listopada 1938)[21]

## Nagrody
- Nagroda literacka miasta Lwowa (za rok 1937)[22][23].